# Lentejuela

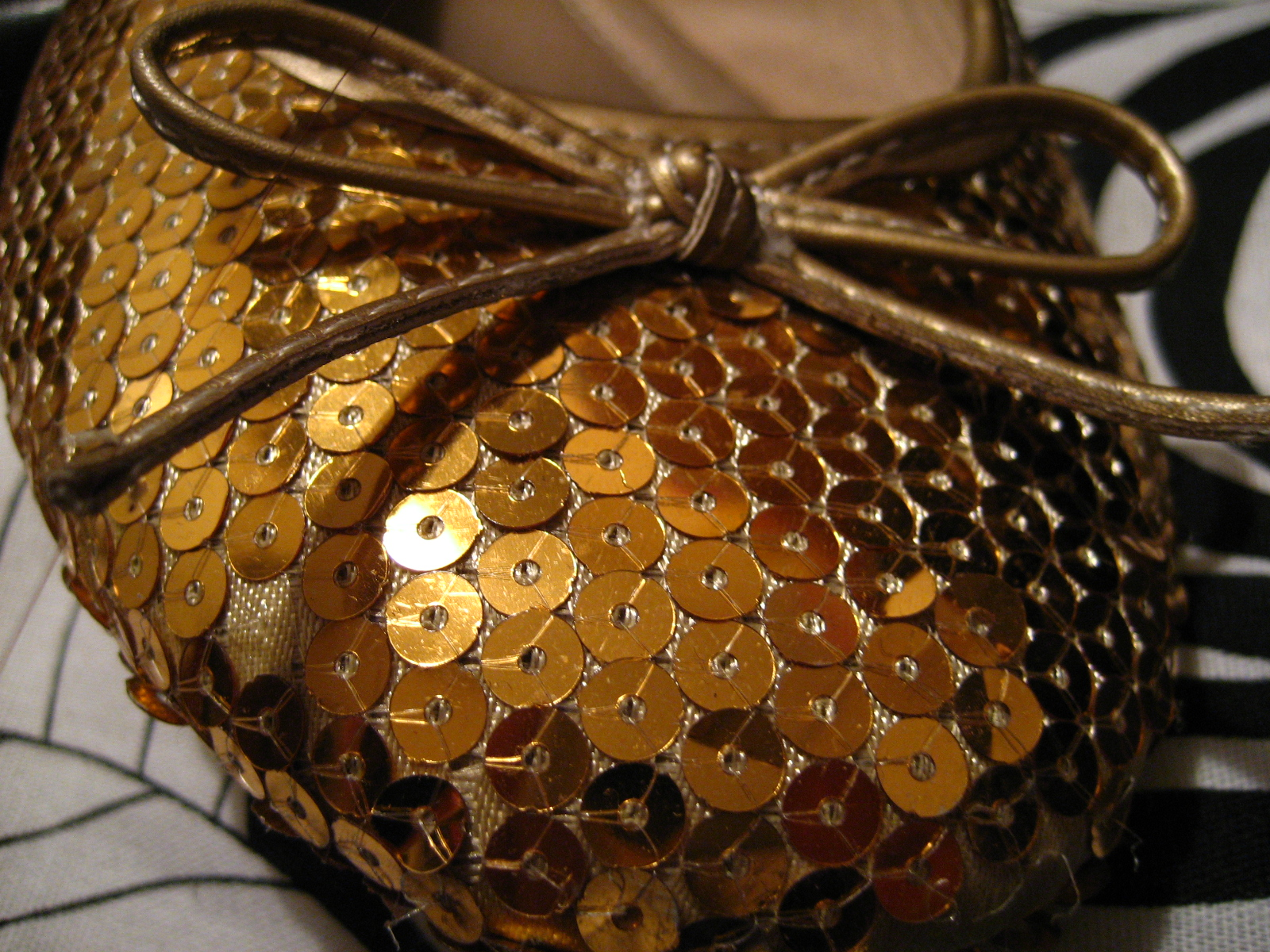
Zapato con lentejuelas.

Las lentejuelas son pequeñas planchas brillantes, generalmente en forma de lenteja o circular, usadas con propósitos decorativos. Se encuentran disponibles en una amplia variedad de colores y tamaños, y también con otras formas geométricas, como cuadradas o estrelladas. Las lentejuelas comúnmente se utilizan en la decoración de ropa, joyería, bolsos y otros accesorios. 
Las lentejuelas grandes, sujetas solo por la parte de arriba, se han utilizado en carteles y otros indicadores, particularmente antes del desarrollo de carteles luminosos y de rótulos de neón.
En moda, la lentejuela tuvo especial auge en los años 20-50, especialmente en diseños más o menos atrevidos para mujer; era frecuente su uso en el mundo del cine y el espectáculo. En los años 70, con la fiebre de la música disco, la lentejuela (llamada en inglés "sequin") recuperó vigencia y ganó protagonismo en moda masculina; las lucían los Jackson Five, Bee Gees, e incluso Gary Glitter eligió su nombre artístico en alusión a ellas. Posteriormente, la lentejuela se consideró pasada de moda, aunque actualmente se ha recuperado en las pasarelas, comúnmente llamada con el vocablo francés "paillette".
Aunque las lentejuelas de metal todavía se utilizan, las modernas tienden a ser hechas de plástico. En la antigua egipcia tendían a ser hechas de Oro plata y bronce. En los tejidos más económicos las lentejuelas se pegan mediante sistemas mecánicos, dejando un espacio entre ellas, más el modo tradicional de fijarlas es cosiéndolas. En unos casos se cosen por el centro, pero en otros se cosen por arriba, de modo que cuelguen y se muevan fácilmente, para atrapar y reflejar mejor la luz. Algunas lentejuelas se hacen con facetas como las piedras preciosas, para aumentar su capacidad reflexiva.
- Datos: Q674273
- Multimedia: Sequins / Q674273